# یوزف لیپین
یوزف لیپین (لهستانی: Józef Lipień؛ زادهٔ ۶ فوریهٔ ۱۹۴۹) کشتی‌گیر اهل لهستان است.